# Hasensprung
Der Hasensprung ist ein Weg im Berliner Ortsteil Grunewald des Bezirks Charlottenburg-Wilmersdorf. Er stellt seit 1898 eine Abkürzung zwischen der Koenigsallee und der Winkler Straße dar.

## Geschichte
Nach der Parzellierung des Grunewaldes um 1898 entstanden in dieser Gegend hochherrschaftliche Villen mit großen Grundstücken. Die Ufergrundstücke rund um den See wurden privatisiert und mit hohen Zäunen gegen unbefugtes Betreten gesichert. Für Fußgänger und Pferdefuhrwerke wurde ein einstreifiger Übergang einschließlich einer Brücke über den Dianasee bzw. den Koenigssee gebaut.
In den 1920er Jahren wurde der Bildhauer Eberhard Encke beauftragt, einen Hasen in zwei Exemplaren für die Brückengeländer zu schaffen. Einer läuft seitdem dem Wanderer entgegen, einer läuft vor dem Betrachter weg.
Der Hasensprung wurde im 20. Jahrhundert für das Befahren mit Pferdefuhrwerken und Kraftfahrzeugen mittels zweier Barrieren gesperrt.

## Wissenswertes
Der Name leitete sich bei der Benennung 1898 von einer Weinlage bei Winkel (seit 1972 Stadtteil von Oestrich-Winkel) im Bundesland Hessen her. In der weiteren Umgebung wurden 1898 noch mehr Straßen nach Weinorten benannt; gemeint ist zunächst die Winkler Straße, von der der Weg abgeht, ferner die Erbacher, Erdener, Niersteiner und Trabener Straße.
Es gibt eine weitere Berliner Straße mit der Bezeichnung Hasensprung im Bezirk Lichtenberg, Ortsteil Karlshorst. Hier soll die Benennung von einer alten Flurbezeichnung stammen. (Zitat: „Eine Örtlichkeit, die auf das Vorkommen von Hasen hinweist“)